# Ознаково
Ознаково (рос. Ознаково) — присілок у Гатчинському районі Ленінградської області Російської Федерації.
Населення становить 45 осіб. Належить до муніципального утворення Гатчинський муніципальний округ.

## Географія
Населений пункт розташований на південній околиці міста Санкт-Петербурга.

## Історія
Згідно із законом від 16 грудня 2004 року № 113—оз належить до муніципального утворення Єлизаветинське сільське поселення. 13 травня 2024 у зв'язку з ліквідацією Єлизаветенського сільського поселення увійшло до Гатчинського муніципального округа.

## Населення
| 1838 | 1848 | 1862 | 1928 | 1958 | 1997 | 2002 |
| ---- | ---- | ---- | ---- | ---- | ---- | ---- |
| 76   | ↘73  | ↗86  | ↗153 | ↗265 | ↘158 | ↘142 |
| 2007 | 2010 | 2017 |      |      |      |      |
| ↘135 | ↗164 | ↘45  |      |      |      |      |